# 邸沢
邸 沢（てい たく、? - 1291年）は、モンゴル帝国（大元ウルス）に仕えた漢人将軍の一人。モンゴル帝国初期にモンゴルに降った邸琮の息子。

## 生涯
邸沢は父の邸琮が亡くなった後に地位を継ぎ、潁州に移ってこの地を鎮守した。至元4年（1267年）、元帥のアジュの配下に入り、平塞寨・老鵶山の攻略に功績があった。至元11年（1274年）、青山磯の戦いで南宋軍を破って戦艦を奪う功績を挙げた。至元12年（1275年）、武徳将軍・管軍総管の地位を授かって潭州・静江の攻略に従事し、さらにその後懐遠大将軍・管軍万戸・郴州路総管府ダルガチの地位に移った。至元22年（1285年）、廬州蒙古漢軍万戸の地位を授かり、このころ徽州の績渓県で起こった盗賊を平定した。至元28年（1291年）、杭州に移ったが、そこで亡くなった。息子の邸元謙は潁州万戸の地位に就き、その息子の邸祺、さらにその息子の邸忠が代々地位を継承した。